# Mala Papalićeva palača u Splitu
Mala Papalićeva palača nalazi se u Šubićevoj ulici u Splitu. Prizemlje palače potječe iz 13. stoljeća, a viši katovi su iz 15. stoljeća. U luneti portala je reljef s dva anđela i obiteljskim grbom.

## Graditelji palače
Iako nisu sa sigurnošću poznati graditelji splitskih srednjovjekovnih palača, a isprave koje bi nam nešto više mogle reći o gradnji obiju Papalićevih palača su uništene, neki hrvatski povjesničari pripisuju gradnju palače Jurju Dalmatincu i njegovoj radionici. Prvi je tu tvrdnju iznio Cvito Fisković, a kasnije i Miro Montani i Duško Kečkemet. Drugi znanstvenici, primjerice Jerko i Tomislav Marasović, izražavaju sumnju u to i za autora klesanih dijelova predlažu korčulanina Ratka Ivanića. U novije vrijeme se ipak sve više iznosi pretpostavka da je dominantnu ulogu u gradnji imao Andrija Aleši, dok se Jurju Dalmatincu pripisuje samo izgradnja lunete portala s prikazom dvaju anđela štitonoša koji drže grb obitelji Papalić.

## Vanjske poveznice
- Bužančić, Radoslav; Doljanin, Ana. 2014. Fedes - krepost na portalu splitske palače Tome Papalića. hrcak.srce.hr. Portal hrvatskih znanstvenih i stručnih časopisa - Hrčak. Pristupljeno 23. travnja 2021.